# Жестовые языки

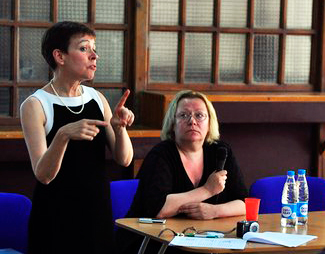
Переводчики ЖЯ — Дебра Рассел (Канада) и Анна Комарова (Россия)

Же́стовый язы́к — самостоятельный язык, состоящий из жестов, каждый из которых производится руками в сочетании с мимикой, формой или движением рта и губ, а также в сочетании с положением корпуса тела. Эти языки в основном используются в культуре глухих и слабослышащих с целью коммуникации. Использование жестовых языков людьми без нарушения слуха вторично, однако довольно распространено: часто возникает потребность в общении с людьми с нарушениями слуха, являющимися пользователями жестового языка.
Использование жестов взамен голосового общения может быть предпочтительно во многих ситуациях, где передавать информацию голосом или невозможно, или представляет определённые трудности. Однако такие системы жестов называть сформировавшимися жестовыми языками не представляется возможным из-за их примитивности. В отсутствие возможности использования звукового языка человек инстинктивно начинает использовать жесты.
Одним из главных неправильных представлений о жестовых языках является представление, что они каким-то образом зависят от словесных (звуковых и письменных) языков или произошли от них, что эти языки были придуманы слышащими, однако это не так.
Также часто за жестовые языки принимается дактилирование букв (на самом деле используется в жестовых языках в основном для произнесения имён собственных, географических названий, а также специфичных терминов, взятых из словесных языков), калькирующая жестовая речь или жестовое артикулирование, используемое слышащими для передачи информации жестами грамматически идентично словесному языку. На самом же деле жестовые языки почти полностью независимы от словесных, и они продолжают развиваться: появляются новые жесты, отмирают старые — и чаще всего это мало связано с развитием словесных языков. Количество жестовых языков в стране не связано с количеством в ней словесных языков. Даже в одной стране, где присутствуют несколько словесных языков, может быть единственный общий жестовый язык, и в некоторых странах даже с одним словесным языком могут сосуществовать несколько жестовых.
Переводчики между языками жестов и звуковыми языками называются сурдопереводчиками.

## История появления

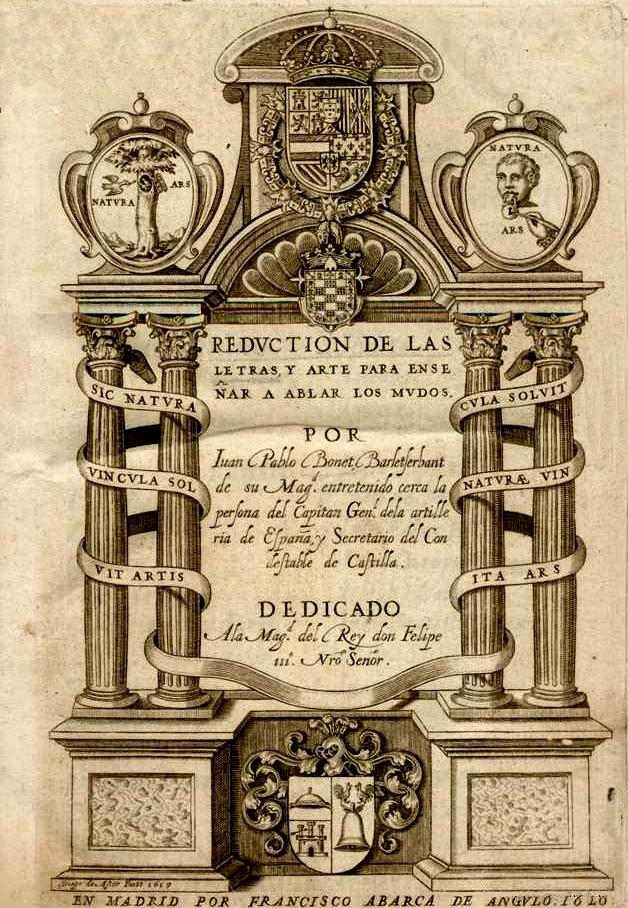
Хуан Пабло Боне, Reducción de las letras y arte para enseñar a hablar a los mudos, Редукция букв и искусство обучению немых людей говорить (Мадрид, 1620 г.)

Естественно, что в тех обществах, где существовали жестовые языки слышащих, немногочисленные глухие использовали их, творчески обогащая. Однако такие функционально развитые и лексически богатые варианты оказывались недолговечны, их употребление не выходило за узкий круг общения глухого. Многочисленные сообщества глухих, способные поддерживать функционально богатый язык и передавать его новым членам, — явление по́зднее, возникающее при высокой плотности населения в городских условиях. Однако бывают и исключения (деревенские жестовые языки): например, у племени урубу, живущего небольшими поселениями на северо-востоке Бразилии, чрезвычайно велико число глухих — каждый семьдесят пятый; неудивительно, что здесь сложился развитый жестовый язык, используемый глухими, но известный всем членам племени. В Северной Америке до прибытия европейцев существовал универсальный жестовый язык индейцев, включавший около 500 знаков.
В Европе с увеличением мобильности населения в Новое время на больших территориях в рамках целых государств стали складываться единые, национальные языки. В некотором смысле параллельный процесс происходил и в случае жестовых языков. Важнейшим толчком к развитию и распространению жестовых языков на территории целых государств стало возникновение в конце XVIII в. учебно-воспитательных центров для детей с нарушениями слуха: во Франции — под руководством аббата Шарля Мишеля де л’Эпе, в Германии — под руководством Самуэля Гейнике. Основную задачу сурдопедагоги видели в том, чтобы дети могли овладеть письменной формой соответствующих языков; основой языков обучения стали естественные жестовые языки, развившиеся в национальных сообществах глухих, но на их базе стали искусственно создавать жестовую интерпретацию французского (и немецкого) языков. Из-за больших расхождений в структуре звуковых и жестовых языков словарь пришлось пополнить некоторыми специальными, так называемыми методическими жестами, в которых в естественных жестовых языках нет необходимости (для обозначения предлогов, грамматического рода и т. п.).

### Амслен
В середине XVIII века глухой французский учитель Лоран Клерк (англ. Laurent Clerc) приехал по просьбе одного из американских городов для создания первой школы для глухих в США. Сам Лоран Клерк, будучи последователем жестового метода аббата де л’Эпе (Abbé de l’Epée), повлиял на распространение жестового языка в США, чем и объясняется сходство американского и французского жестовых языков.
Идеи Лорана Клерка развил Томас Хопкинс Галлодет — пионер американской сурдопедагогики — теории и практики обучения глухих.
Успехи французской и немецкой сурдопедагогических школ привели к распространению подобных учреждений в других странах, причём заимствовались либо только сурдопедагогические идеи (как это случилось в Англии), либо методика целиком, включая и сам жестовый язык. Первая такая школа в США открылась в 1817 г. в Хартфорде (штат Коннектикут); работала по французской методике. В результате американский жестовый язык — амслен (ASL) имеет больше сходства с французским (LSF) и практически не имеет ничего общего с британским жестовым языком (BSL).
Методики Галлодета обучению глухих были продолжены. В 1973 году в Вашингтоне был организован первый университет для глухих, названный в честь учёного Галлодетский университет, в котором обучаются глухие студенты из различных стран.

### Жестовые языки в России
Первая сурдопедагогическая школа в России открылась в 1806 году в Павловске; как и в США, работала по французской методике. В результате русский жестовый язык оказался в родстве с жестовым языком Америки. В Москве же сурдопедагогическая школа открылась в 1860 г. Она работала по немецкой методике. Отголоски борьбы этих двух методик чувствуются в российской сурдопедагогике до сих пор.
В республиках бывшего СССР русский жестовый язык распространялся централизованно через создание школ и учреждений для глухих. В октябре 2020 года появилась информация о разработке башкирского жестового языка.

### Жестуно
В 1951 году появилась Всемирная федерация глухих (ВФГ, World Federation of the Deaf), именно тогда участники первого Всемирного конгресса глухих решили стандартизировать язык коммуникации на международных мероприятиях. Необходимость такого своеобразного «жестового эсперанто» вызвана тем, что в работе конгрессов, конференций, симпозиумов по проблемам глухоты вместе с ларингологами, аудиологами, психологами, педагогами, инженерами и другими специалистами принимают участие социальные работники и общественные деятели из числа неслышащих.
По поручению Бюро ВФГ группа экспертов, в которой участвовал также советский представитель, на основе общности речевых жестов глухих различных стран (были выбраны или закреплены схожие жесты из разных стран Европы) разработала в течение четверти века общий международный язык жестов. В 1973 году Всемирная федерация глухих выпустила словарь упрощённого жестового языка.
На VII Всемирном конгрессе по проблемам глухоты в Вашингтоне в 1975 году была принята и утверждена (наряду с английским и французским, официальными языками Всемирной федерации глухих) Международная жестовая речь (англ. International Sign, IS) — международная жестовая система, используемая глухими для облегчения коммуникации с глухими других стран, а также на международных мероприятиях, мероприятиях Всемирной федерации глухих, Дефлимпийских и Паралимпийских играх.

## Лингвистика жестовых языков

### Общая характеристика
С лингвистической точки зрения жестовые языки являются настолько же богатыми и непростыми, как и любой звуковой язык, несмотря на всеобщее отношение [кого?] к ним как к «ненастоящим» языкам. Профессиональные лингвисты проводили исследования, в ходе которых было обнаружено, что жестовые языки обладают всеми компонентами, характеризующими их как полноценные языки.
Жесты условно-схематичны, иногда придумываются на лету, необязательно имеют визуальную связь с обозначаемым словом (то есть так же, как и обычные языки, неономатопеичны). Также они не являются визуальной интерпретацией обычных языков; они обладают своей грамматикой, могут быть использованы для обсуждения самых различных тем: от простых и конкретных до возвышенных или абстрактных.
Слова жестовых языков, как и слова обычных языков, состоят из элементарных, не обладающих смыслом компонентов — хирем (аналогия в обычных языках — фонемы). Жест может состоять из пяти элементов, объединённых в акроним HOLME.
Большинству жестовых языков свойственны частое использование классификаторов, высокая степень словоизменения, а также синтаксис, подчёркивающий актуальное членение предложения. Уникальные свойства жестовых языков проистекают из возможности жестов обретать разные смыслы в зависимости от многих параметров, передаваемых одновременно, в отличие от обычных языков, где всё это происходит почти всегда последовательно.

### История изучения
До первой половины XX века грамматическая структура «настоящих» жестовых языков оставалась совершенно неописанной. Интерес к лингвистическому исследованию жестового языка появился в 1960-х годах в США. Одним из первых его исследователей являлся профессор Уильям Стоуки, и пионерской работой в этой области стала его вышедшая в 1960 книга «Структура жестового языка».
С тех пор слышащими и глухими учёными-лингвистами разных стран была доказана состоятельность жестового языка как лингвистической системы со своими, отличными от звуковых языков, морфологическими и синтаксическими признаками. После публикации этой работы у исследователей стал проявляться теоретический и практический интерес к жестовым языкам глухих, особенно усилившийся в последнее десятилетие в связи с распространением идей «политкорректности» и широкомасштабными усилиями по максимально полной интеграции в общество людей с физическими недостатками.
Впервые морфологию жестового языка описал Уильям Стоуки в вышедшей в 1960 г. книге «Структура жестового языка». По Стоуки, всякий жест этого языка (функционально близкий морфеме — минимальной значимой единице звуковых языков) складывается из хирем (от греч. χείρ — рука), делящихся на три класса — табы указывают на место исполнения жеста, дезы — на конфигурации руки, а сиги — на характер движения. Хиремы функционально эквивалентны фонемам, но в отличие от фонем, выстраивающихся в морфеме в линейную последовательность, в жесте-морфеме одновременно присутствует хирема каждого из трёх классов. Общее количество хирем сопоставимо с числом фонем в звуковых языках — в ASL (американском жестовом языке) имеется 12 табов, 19 дезов и 24 сига, в шведском жестовом языке, соответственно, 18, 22 и 24, в языке глухих южной Франции — 16, 17 и 20 и т. д. Стоуки разработал для ASL систему записи жестов как последовательности таба, деза и сига — TDs. Возможны более сложные жесты: TDDs (два деза, задействованы две руки), TDss (два сига, выполняются два движения) и т. п. Подобные исследования были проведены и для русского жестового языка.
Сами жестовые языки глухих впервые получают собственные названия: родной язык глухих США именуется амслен (сокращение от AMerican Sign LANguage, «американский жестовый язык»), а жестовая форма нормативного английского обычно именуется сиглиш (от SIGned EngLISH или Manually Coded English — «прожестикулированный английский»). Вскоре структура жестовых языков стала изучаться во многих научных центрах Америки, Западной Европы и остального мира. По оценке Стоуки, амслен оказался «языком экзотическим и в некотором отношении столь же далёким от носителей американского английского, как и прапапуасский».

### Особенности жестовых языков

#### Конкретность
В то время как для слова характерно обобщение, для жеста — конкретность. Отсутствие в жесте широкого обобщения, ограниченного изображением признака предмета и характера действия, видно из того, что, например, нет единого жеста для передачи таких слов, как большой (большой дом, большая собака, большой заработок, большой человек) и идти, обозначающего движение, перемещение, отправление, наступление (человек идёт, солдаты идут, весна идёт, поезд идёт, лед идёт, письмо идёт, деньги идут). Слова такого рода показываются разными жестами, конкретно и точно передающими признак, движение и т. п. В отличие от слова, называющего предмет (номинативная функция), жест изображает. Если элементы слова (звуки и буквы) не зависят от материальной характеристики предмета, то движение руки передаёт признак предмета или действия — поэтому жесты всегда образны. Например, при показе жеста дом кисти рук как бы рисуют крышу, книга — раскрывают страницы, любить — прикладываются к сердцу, дружить — складываются в рукопожатие.
Так как название какой-либо вещи не имеет ничего общего с её природой, мы не можем объяснить, как возникли непроизводные слова, сказать, почему стол называется столом, день — днём, хлеб — хлебом. Зато происхождение ручных знаков в подавляющем большинстве случаев можно легко проследить. Даже у самых неясных по этимологии жестов можно найти истоки, восстановить их первоначальный рисунок, хотя, как правило, он стирается со временем, становится схематичным, более условным.

#### Образность
Образность жеста способствует более легкому его запоминанию, простоте восприятия, что делает жестовую коммуникацию общепонятной для глухих людей. Если, к примеру, нам вовсе не знаком финский язык, то слова minä, pelätä, kauas (я, бояться, далеко) ничего не значат и запоминаются с трудом. А вот жесты, обозначающие эти слова, понятны и быстро усваиваются.

#### Синкретизм и расчленённость
Жестовые языки, помимо конкретности и образности, характеризуются и другими своеобразными признаками. 

#### Аморфность
Существенным отличием жесто-мимической речи является её аморфность. Речевой жест содержит понятие, но не выражает форму числа, рода, падежа, а также наклонения, времени и вида. Аграмматичность мимики наиболее отчётливо проявляется в жесто-мимической речи неслышащих, не владеющих языком слов. В этой первичной знаковой системе из весьма ограниченного количества жестов образуются их простые сочетания путём агглютинации («склеивания») в известном порядке:
- действующее лицо, предмет — действие (я — работать),
- действие — отрицание (хотеть — нет),
- предмет — качество, состояние (ребёнок — больной, тяжело)

и т. д. В такой «натуральной мимике» словесное сообщение: «Я сегодня не была на работе, потому что тяжело заболел ребёнок» будет выражено следующим набором жестов: «Я — работать — сегодня — быть — нет — почему — ребёнок — больной — тяжело». Определённым образом, введением дополнительных жестов, передаются категории времени, числа, например: «Скоро я получу отпуск = Я — отпуск — скоро — получить — буду» или «У меня есть друзья = Я — есть — друг — много».

#### Пространственность грамматики и одновременность
Главное отличие структуры жестового языка от звукового в том, что его структура позволяет передавать параллельно несколько потоков информации (синхронная структура языка). Так, например, содержание «объект огромных размеров движется по мосту» может быть передано с помощью одного-единственного жеста, в то время как звуковые языки функционируют секвентильно (то есть информация передаётся последовательно, одно сообщение за другим).
Высказывание на жестовом языке наряду с жестикуляторным компонентом содержит и немануальный (использование взгляда, выражения лица, движений головы и тела). Эти средства функционируют аналогично интонации звуковых языков, а также используются для выражения дейксиса (указания на какие-то объекты), отрицания, актуального членения, разных типов вопросов, соотнесения различных синтаксических составляющих предложения и т. п. Жестовый текст, в отличие от звукового, нелинеен. Грамматическая информация, как правило, передаётся одновременно с лексической; жест в процессе исполнения подвергается той или иной модуляции (рука движется равномерно, прерывисто или ускоренно, в вертикальной или горизонтальной плоскости, меняет направление, один и тот же жест исполняется двумя руками и т. п.). В синтаксисе жестового языка трёхмерность пространства используется в первую очередь для локализации: жестикулирующий «помещает» участников ситуации в определённые точки пространства, и в дальнейшем место артикуляции предикатов предсказуемо модифицируется в зависимости от локализации субъекта и объекта.

## Классификация
Жестовые языки можно классифицировать по разным параметрам.
По основному контингенту пользующихся ими лиц их можно разделить на языки слышащих и языки глухих;
с функциональной точки зрения — на вспомогательные и основные языки.
По степени автономности от звуковых языков они образуют многомерную шкалу; на одном её полюсе располагаются языки, структура которых никак не связана со звуковыми языками, а на другом — те, что целиком основываются на каком-то звуковом языке и по существу, как и печатный текст, представляют собой просто перекодировку звукового языка.
По коммуникативным возможностям жестовые языки можно классифицировать в зависимости от степени их адекватности звуковым языкам: одни напоминают простейшие пиджины и предназначены для элементарного общения на очень ограниченную тематику (например, профессиональный «язык» общения такелажников на расстоянии, словарь которого сводится к нескольким десяткам жестов типа майна («вниз, опускай») и вира («вверх, поднимай»)), другие — ни в чём не уступают естественным звуковым языкам. К последнему типу относятся жестовые языки глухих: их коммуникативные возможности ограничены лишь уровнем развития соответствующих обществ, и в настоящее время в развитых странах они широко применяются в системе среднего, а иногда и высшего образования (например, в Университете Галлодета в Вашингтоне; в Новосибирском государственном техническом университете), в средствах массовой информации (на телевидении), а в последние годы они стали с успехом использоваться при обсуждении сложных лингвистических проблем на национальных и международных конференциях по жестовой коммуникации.
Жестовые языки слышащих почти всегда имеют вспомогательный характер и используются наряду со звуковыми. Описаны они чрезвычайно поверхностно, хотя в недавнем прошлом во многих обществах были развиты очень хорошо и использовались при ритуальном молчании, при коммуникации на значительном расстоянии, при необходимости соблюдения тишины на охоте и в сходных ситуациях. Степень их автономности от звуковых языков и спектр выразительных возможностей во многом зависели от их места в культуре соответствующих народов. Вероятно, наиболее развитые языки жестов существовали у аборигенов Австралии. Здесь юноши, проходившие многомесячный обряд инициации, считались ритуально мёртвыми и вынуждены были общаться жестами; вдовы также обычно не могли пользоваться звуковым языком на протяжении всего периода траура, длившегося до года и более; к этим же языкам прибегали и в других удобных случаях. Всё это означает, что австралийские жестовые языки допускали достаточно универсальное общение. Степень их зависимости от звуковых языков неясна: с одной стороны, известно, что они использовались при общении представителей разных племён, не знавших языка друг друга, с другой — имеются явные указания на связь словаря звуковых и жестовых языков. Например, в языке валпири wanta означает «солнце», а wantawanta — вид муравья; в жестовом языке этого племени жест, обозначающий этот вид муравья, образуется повторением жеста «солнце».

### Этимология
На самом деле жестовые языки почти полностью независимы от звуковых и идут своим путём развития. Жестовые языки различаются территориально и не только: страны с одинаковым звуковым языком могут иметь два различных жестовых языка; и наоборот, в области, в которой есть много звуковых языков, может присутствовать один общий жестовый.
В качестве примера можно привести тот факт, что американский жестовый язык — амслен (ASL) имеет больше сходства с французским (LSF) и практически не имеет ничего общего с британским жестовым языком (BSL), хотя они и разделяют один и тот же звуковой язык — английский.
Похожая ситуация присутствует и в Европе: несмотря на единый звуковой язык в Германии и Австрии (немецкий), австрийский жестовый язык (нем. Österreichische Gebärdensprache, ÖGS) и немецкий жестовый язык (нем. Deutsche Gebärdensprache, DGS) представляют собой два не связанных друг с другом языка (более того, в относительно небольшой Германии насчитывается несколько диалектов DGS). В ЮАР, где существует 11 различных официальных языков, присутствует один-единственный жестовый язык.

### Типология
Лингвистическая типология языка чаще всего ассоциируется со структурой слов, различными морфологическими классами их словообразования. Однако главное различие жестовых языков — различие в порядке слов. Жестовые языки, из-за отсутствия таких вещей, как предлоги, суффиксы и так далее, обязаны иметь более строгую структуру предложений во избежание непонимания. К примеру, ÖGS является Subject-Object-Verb типом, тогда как ASL — Subject-Verb-Object. Связь со звуковым аналогом страны жестового языка не всегда может отсутствовать.
Брентари классифицирует жестовые языки как целую группу, характеризуемую моносиллабизмом и полиморфемичностью. Это означает, что с помощью одного жестового слога можно выразить несколько морфем, например, глагол «говорить» может включать в себя информацию о том, кто сказал что-то и кому. Для жестовых языков жизненно необходимо, чтобы скорость общения на нём была сопоставима с соответствующей скоростью звуковых языков.

## Место жестового языка в современном обществе

### Распространение

#### Государственные институты для слабослышащих
Слабослышащие люди обладают почти таким же спектром социальных возможностей, как и люди со слухом:
- На государственном уровне существует множество школ, детских садов, реже — институтов, профилирующихся на обучении плохослышащих людей — в этих местах общение и обучение ведутся почти полностью на ЖЯ.
- Права плохослышащих и статус ЖЯ защищают различные национальные и региональные организации.
- Для глухих организовываются кружки по интересам, где слабослышащие люди вместе занимаются хобби: поют, играют в футбол, смотрят субтитрованные фильмы.
- Есть множество курсов, чаще бесплатных, для людей, которые хотят изучить ЖЯ: люди, недавно потерявшие слух, родители глухих детей и т. д.
- В некоторых странах во время основных телепередач (особенно новостей) одновременно ведётся калькированный перевод, однако в данный момент большинство телеканалов перешло на формат субтитрования и бегущей строки.
- Многое делается для того, чтобы помочь глухим при изучении ЖЯ звуковой речи: телепередачи с сурдопереводом, специальные жестовые словари.

#### Жестовые языки среди слышащих
В некоторых странах (таких, как США и Канада) жестовые языки популярны и среди людей, не имеющих проблем со слухом. Так, исследование записи на курсы иностранных языков в колледжах и университетах США, проведённое в 2002 году, для ASL показало более чем четырёхкратное увеличение популярности таких курсов к 1998 году — примерно до 61 тысячи студентов. Во всём мире постепенно происходит рост популярности жестовых языков, однако в России за последние 10 лет ситуация не улучшилась, а по сравнению с советским временем — даже ухудшилась.

### Использование жестов слышащими
Общение жестами используется также людьми и без нарушения слуха, поскольку жест является неотъемлемым компонентом звуковых языков, некоторые люди жестикулируют, даже разговаривая по телефону. Поэтому использование жестов взамен голосового общения может быть предпочтительно во многих ситуациях, где передавать информацию голосом или невозможно, или представляет определённые трудности. Однако такие системы жестов называть сформировавшимися языками жестов не представляется возможным из-за их примитивности.
В качестве примера приведены некоторые подобные случаи:
- При необходимости соблюдения тишины: в театре, на концерте, на съёмках кино, на экзамене, на лекции, на собрании или совещании, чтобы не мешать выступающему и не отвлекать других участников, на охоте, разведке, устройстве засады;
- При необходимости общаться в условиях сильного шума: в металлопрессовочном цехе, в машинном помещении, на стройке, рядом с отарой овец, на бойне, на базаре, на дискотеке, на стадионе, при шуме от вертолётов, самолётов, на поле боя, под звуки выстрелов и разрывы снарядов, при большом количестве говорящих, заглушающих голосовую речь, рядом с водопадом, во время сильного шторма на море и т. п.
- При наличии большого расстояния или звукового барьера между общающимися: подача условных сигналов машинисту локомотива, крановщику, пилоту самолёта при рулежке, передача сообщений с берега или корабля на корабль семафорной азбукой, передача сообщений спортсмену во время выступления, футболисту на поле, охотнику.
- При недостаточном знании или даже полном незнании звуковых языков собеседников: образность и интуитивная понятность жестов помогает общению.

Кроме жестовых и звуковых языков для общения могут применяться и другие средства общения. Люди с нарушением слуха предрасположены к использованию жестовых языков для общения. Использование жестовых языков людьми без нарушения слуха вторично.

### Жестовые языки в современной культуре
История мирового кинематографа началась с немого кино, где звуки не играли особой роли и большинство воспринимаемой информации, за исключением небольших текстовых вставок, шло с помощью мимики и движений актёров.
В России существует кинокомпания «Ковчег», которая снимает и распространяет фильмы, музыкальные клипы и другую видеопродукцию на русском жестовом языке.
Также существует множество художественных произведений, в которых была затронута тема слабослышания:
- Дети меньшего бога (1986)
- Опус мистера Холланда (1995)
- Страна глухих (1998)
- Глухой пролёт (2004)
- Пыль (2005)
- Дансер (2000)
- За гранью тишины (фильм) (1996)
- Двое (1965)
- Их перепутали в роддоме (2011)
- Читай по губам (Sur mes lèvres) (2001)
- Шапито-шоу (2012)
- Katawa Shoujo (2012)
- Племя (2014)
- Форма голоса (2016)
- Skam France (2018)
- Звук металла (2019)
- CODA: Ребёнок глухих родителей (2021)
- Мерцающий арбуз (2023)

Большое количество звуковых песен было переведено на жестовый язык для того, чтобы слабослышащие люди могли прочувствовать песню, ритм, слова, смысл пения. К примеру, это было сделано с гимном России  Архивная копия от 9 апреля 2016 на Wayback Machine, c песней группы Fort Minor: «Where’d You Go»  или Christina Aguilera: «Beautiful» . Также песня Виктора Цоя: «Мы ждём перемен»  Архивная копия от 24 декабря 2018 на Wayback Machine.

### Жестовые языки у животных
Популярность исследований в области жестовых языков привела к их новому и совершенно неожиданному приложению. В прошлом проводились многочисленные опыты по обучению естественным звуковым языкам обезьян, но они упирались в анатомические препятствия; и заключение о неспособности приматов к усвоению человеческого языка казалось незыблемым. Всё изменилось в 1966, когда Аллен и Беатрис Гарднеры решили обучить шимпанзе Уошо элементарному амслену. Позднее эксперименты по обучению шимпанзе (реже горилл) амслену неоднократно повторялись. Оказалось, что некоторые обезьяны не только могут успешно освоить до нескольких сотен понятийных жестов, но и изобретают собственные знаки (Уошо придумала, например, жест «прятать»); классифицируют усвоенные понятия вполне по-человечески (шимпанзе Люси четыре известных ей цитрусовых объединила в категорию «запах-фрукт», арбуз называла «пить-фрукт»; знак «фрукт» применялся именно к фруктам, а овощи относились к категории еда); и даже способны к метафоре (Уошо, рассердившись на служителя, игнорировавшего её просьбы дать ей попить или выпустить из клетки, стала называть его грязный Джек, при том, что жест «грязный» был известен ей только в буквальном значении «испачканный»). Научившись жестовому языку, обезьяны охотно прибегают к нему при любой возможности; в тех экспериментах, где было задействовано более одного животного, отмечались и факты жестового общения обезьян между собой.

### Двуязычие глухих
Развитие сурдопедагогики способствовало возникновению и росту сообществ глухих, интенсификации их контактов и, тем самым, распространению и унификации складывавшихся и развивавшихся стихийно родных жестовых языков глухих. С другой стороны, в сурдопедагогических учреждениях практиковалась жёсткая дискриминация таких языков. У педагогов сложилось стойкое предубеждение против них: считалось, что эти языки несовершенны и подлежат искоренению, так как их использование тормозит активное усвоение жестовой и звуковой манифестаций «нормальных» языков. Подобные попытки были обречены на провал, поскольку специфическая структура жестовых языков идеально приспособлена к мимико-жестикуляторному выражению. В результате получившие образование глухие во всех странах становились двуязычными: при непринуждённом общении в неформальной обстановке они пользовались родными языками, а в официальных беседах, богослужении, лекциях, учебном процессе и т. п. ими применялась комбинация жестов и дактилирования (дактилируются служебные слова и морфемы, аналоги которых отсутствуют в родном языке глухого), по возможности приближающаяся к письменной форме общенационального литературного языка.

### Признание на государственном уровне
Жестовый язык (ЖЯ) не является универсальным. Он возникает естественным путём в разных локальных общинах и постепенно изменяется со временем. Жестовый язык состоит из разных знаковых систем, совмещая в себе непосредственно язык глухих людей и жесты, используемые в обществе в целом. Постоянные изменения, происходящие в этом языке, приводят к трудностям перевода. Из-за отсутствия в жестовом языке чёткой системы слышащим очень трудно его выучить, что приводит к уменьшению числа сурдопереводчиков. Для изучения жестового языка и для его структурирования необходимо приложить много усилий и средств. В области развития жестового языка в некоторых странах Европы, а также в США и Канаде уже многое сделано: например, в отношении статуса жестового языка в государствах. На сайте Европейского союза глухих выделено три существующих статуса языка жестов: признанный на конституционном уровне (Исландия, Финляндия, Австрия, Чехия, Словакия, Испания), признанный на национальном уровне (Великобритания, Италия, Франция, Греция, Германия, Швеция, Норвегия), непризнанный вообще (Польша, Румыния, Болгария). В Исландии и Новой Зеландии язык жестов имеет статус государственного, а в Португалии — официального.
Специалисты этой области, переводчики жестового языка, сурдопедагоги и дефектологи борются за изменение статуса этого языка, принятие на конституционном уровне, чтобы он стал официальным языком, как и разговорный русский язык, что приведёт к повышению оплаты услуг сурдопереводчиков, изучению жестового языка, подготовке квалифицированных специалистов, обязательному субтитрованию телевидения и многому другому. Изменение статуса жестового языка даст возможность неслышащим людям учиться и работать наравне со слышащими сверстниками.
Современный статус русского жестового языка таков:
1. Уже сейчас услуги по сурдопереводу включены в федеральный перечень реабилитационных мероприятий.
2. С 01.01.2013 года в России статус русского жестового языка признан официальным государственным языком. В Федеральном законе 181 «О социальной защите инвалидов в Российской Федерации», в статье 14 упомянуто, что русский жестовый язык признаётся языком общения при наличии нарушений слуха и (или) речи, в том числе в сферах устного использования государственного языка Российской Федерации.

В России существует несколько проблем, касающихся изучения и применения жестового языка и приводимых Рухледевым Валерием Никитичем — президентом Всероссийского общества глухих:
1. Нет единой установленной методики изучения русского жестового языка. Подготовка сурдопереводчиков происходит по старой, давно разработанной программе, в то время как некоторые жесты уже давно вышли из употребления, изменили значение или форму, поэтому во взаимодействии между глухими и сурдопереводчиками возникают небольшие трудности — переводчики не могут понять того, что им говорят неслышащие потребители их услуг. Подобное встречается в разных регионах Российской Федерации. К примеру жесты в Ростовской области немного отличаются от Московского региона.
2. Развитие системы услуг по сурдопереводу значительно тормозится отсутствием достаточного количества переводческих кадров. До 1990 года систему профсоюзов глухих обслуживало 5,5 тысяч переводчиков, из которых 1 тысяча работала в системе нашей организации [Всероссийского общества глухих]. По состоянию на 2009 год благодаря федеральной целевой программе «Социальная поддержка инвалидов», удалось сохранить переводчиков на уровне 800 человек. Но дефицит переводчиков по-прежнему остаётся на уровне примерно 5 тысяч человек.
3. На 2009 год в Российской Федерации подготовкой сурдопереводчиков с выдачей государственного диплома занимались в Межрегиональном центре по реабилитации лиц с проблемами слуха Росздрава в Санкт-Петербурге и Новосибирском государственном техническом университете. Устранить существующий дефицит переводчиков жестового языка в такой стране, как Россия, невозможно, имея только две базы подготовки, тем более что необходимо готовить специалистов и для дальних регионов.

### Системы записи жестовых языков
Для записи жестовых языков жесты раскладывается на несколько составляющих (хирем), а всё слово записывается как целое, состоящее из этих частей. Также подобные системы пытаются учитывать и грамматику — способы связывания жестов в осмысленные высказывания. На проекте Викисловарь существует большое количество слов, записанных подобной нотацией, разработанной для американского ЖЯ.
Системой записи жестовых языков озаботились в первую очередь лингвисты. Одним из первых такую систему предложил У. Стоуки — впоследствии её назвали нотацией Стоуки. Есть и другие системы различения и записи жестовых языков, среди которых SignWriting — используется в первую очередь для американского жестового языка, Libras — для испанского жестового языка, Гамбургская система нотации (HamNoSys) и целый ряд других.
Более соответствующей системой записи жестов признаны их запись на видео (причём нередко с нескольких различных позиций) и дальнейшая транскрипция этих видео в специальных программах, например, таких как ELAN, в которых можно накладывать различные слои на видео. Таким образом достигается сложная система записи и распознания, адекватная жестовым языкам.
Большого распространения системы записи жестовых языков не получили. Они используются для изучения жестовых языков, в то время как сами представители сообществ глухих их не используют.
Для компьютеров был разработан шрифт, основанный на дактилировании, где каждой букве соответствует свой дактильный жест.

### Фильмография
- «Занимательно обо всем. Мир глухих» (англ. C'est pas sorcier. The World of the Deaf) — научно-популярный фильм, снятый в 1994 г.